# Puchar Polski w piłce nożnej kobiet (2001/2002)
Puchar Polski w piłce nożnej kobiet (2001/2002) – turniej o kobiecy Puchar Polski w piłce nożnej, zorganizowany przez Polski Związek Piłki Nożnej w 2002 r. Tytuł wywalczyły Czarni Sosnowiec, pokonując w finale AZS Wrocław po serii rzutów karnych 4:2.

## Pierwsza runda
Mecze rozgrywano 10 i 23 marca 2002 roku.
| Drużyna 1                | Wynik         | Drużyna 2           |
| ------------------------ | ------------- | ------------------- |
| Tęcza Kietrz/Kozłówki    | 0:9           | Czarni Sosnowiec    |
| Zamłynie Radom           | 0:5           | Stilon Gorzów Wlkp. |
| Zryw Książki             | 1:5           | AZS Wrocław         |
| RKP Rybnik               | 0:0 (4:3 kar) | Checz Gdynia        |
| Atena Poznań             | 4:1           | Savena Warszawa     |
| Rolnik Biedrzychowice    | 0:7           | Medyk Konin         |
| Gol Częstochowa          | 0:3           | Toruński KP         |
| GASS Grodzisk Mazowiecki | 3:0 (w.o.)    | Roma Szczecin       |

## Ćwierćfinały
Mecze rozgrywano 1 i 3 maja 2002 roku.
| Drużyna 1                | Wynik         | Drużyna 2           |
| ------------------------ | ------------- | ------------------- |
| Toruński KP              | 2:2 (5:4 kar) | Stilon Gorzów Wlkp. |
| Medyk Konin              | 1:2           | AZS Wrocław         |
| Czarni Sosnowiec         | 3:2           | Atena Poznań        |
| GASS Grodzisk Mazowiecki | 1:13          | RKP Rybnik          |

## Półfinały
Mecze rozgrywano 30 maja 2002 roku.
| Drużyna 1   | Wynik      | Drużyna 2        |
| ----------- | ---------- | ---------------- |
| Toruński KP | 0:5        | Czarni Sosnowiec |
| AZS Wrocław | 3:0 (w.o.) | RKP Rybnik       |

## Finał
Finał rozegrano 23 czerwca 2002 roku w Wieluniu.
| Drużyna 1        | Wynik         | Drużyna 2   |
| ---------------- | ------------- | ----------- |
| Czarni Sosnowiec | 1:1 (4:2 kar) | AZS Wrocław |

## Link zewnętrzny
- Puchar Polski w piłce nożnej kobiet 2001/2002